# Anilios endoterus
Anilios endoterus är en ormart som beskrevs av Waite 1918. Anilios endoterus ingår i släktet Anilios och familjen maskormar. Inga underarter finns listade i Catalogue of Life.
Denna orm förekommer i centrala Australien. Arten vistas i gräsmarker och i halvöknar med glest fördelade buskar. Anilios endoterus gräver i lövskiktet och i det översta jordlagret. Honor lägger ägg.
För beståndet är inga allvarliga hot kända. Hela populationen anses vara stabil. IUCN listar arten som livskraftig (LC).